# 毛梗
毛梗（学名：Siegesbeckia glabrescens）为菊科豨莶属下的一个种。

## 扩展阅读
- 維基物種上的相關：毛梗